# Vrhpolje (Sanski Most)
Vrhpolje bosnyák falu Bosznia-Hercegovinában, a Bosznia-hercegovinai Föderáció Una-Szanai kantonjában, Sanski Most községben.

## Fekvése
Bosznia-Hercegovina északnyugati részén, Bihácstól légvonalban 70, közúton 98 km-re keletre, Sanski Most központjától légvonalban 12, közúton 14 km-re délkeletre, a Szana és a halban gazdag Szanica folyók közötti dombos területen fekszik. Határában ömlik a Szanica a Szanába. Áthalad rajta a Sanski Mostot Ključcsal összekötő főútvonal.

## Népessége
| Nemzetiségi csoport | Népesség 1991 | Népesség 2013 |
| ------------------- | ------------- | ------------- |
| Szerb               | 0             | 0             |
| Bosnyák             | 1810          | 2027          |
| Horvát              | 0             | 0             |
| Jugoszláv           | 0             | 0             |
| Egyéb               | 30            | 8             |
| Összesen            | 1840          | 2035          |

## Története
A régészeti leletek tanúsága szerint területe már ősidők óta lakott. A Zukići nevű településrészen, a Szana mentén, az Otoka nevű lelőhelyen a késő bronzkorból és a kora vaskorból származó erődített település maradványai találhatók. A neves bosnyák régész és történész, Alojz Benac végzett itt szondázó ásatásokat, melyek alapján meghatározta a lelőhely korát. Ókori leletek kerültek elő a Glavica nevű magaslaton, a Mahinja nevű lelőhelyen, ahol a késő római korból származó tégla és cseréptöredékek, egy római erődítmény maradványai kerültek elő. A maradványokon a török hódítás után, a késő középkorban török palánkvárat emeltek. Az Oszmán Birodalom 1463-ban hódította meg ezt a vidéket. Milan Karanović kutatásai szerint az 1699-es karlócai béke után Likából 7 muszlim család települt be ide, majd 1878-ig, a török uralom végéig Bosznia más részeiről újabb 14 muszlim család érkezett, 25 muszlim család eredetét pedig nem sikerült meghatározni. 1879-ben az első osztrák-magyar népszámláláskor 422 muszlim lakost találtak a településen. Ebben az időben Vrhpolje nem a Szanai, hanem a Banja Luka-i járáshoz tartozott. 1894-ben Vrhpolje Husići, Kadirići, Kejića Han és Vrhpolje nevű részein összesen 518 lakos élt. 1910-ben a falunak már 643 lakosa volt. 1941-ben azok közé a települések közé tartozott, ahol kizárólag muszlimok éltek. A régióban minden gazdasági tevékenység a mezőgazdaságon, a kézművességen és a kereskedelmen keresztül zajlott. Ezen kívül folyt a Grmeč-hegységből és más környező hegyekből származó fa kivágása és exportja. A rönköket lovakkal vontatták a Szana čapljei raftinghelyére, vagy gépjárművel szállították Sanica, Vrhpolje és Sanski Most vasútállomásaira. A külföldre történő fakivitel nemcsak az első világháború utáni években, hanem később is jelentős devizaforrás volt. A vrhpoljei elemi iskola 1933-ban nyílt meg. 1941-ben a település a szerb felkelés leverésének egyik támaszpontja volt, és az elfogottak egy részét is itt tartották fogva.
Vrhpoljében 1938-ban épült az első mecset, de hivatalosan csak 1958-ban nyitották meg, mert a második világháború megakadályozta a megnyitását. 1990-ben a falu új mecset építésébe kezdett. 1992-ben azonban a falut elfoglaló szerbek lerombolták, majd a délszláv háború után hivatalosan 2000. július 22-én nyitották meg az újjáépített mecsetet. A mecset megnyitójára a környező területekről, de Banja Lukáról, Bihácsról, Szarajevóról, Cazinról és Bosznia-Hercegovina sok más területéről is példátlanul sok lakos érkezett. Rajtuk kívül arab országokból is érkeztek vendégek.
1992. április 15-én Vrhpoljében tartották a vrhpoljei területvédelmi egység szemléjét, amelyen mintegy 300 fegyveres harcos vett részt, az alakulatot a néhai Arif Hukanović irányította. 1992. május 14-én és 15-én megtörtént az első összecsapás. Az iskola körül elhelyezett helyi területvédelmi erők váratlanul erős ellenállást tanúsítottak a támadó szerb agresszorral szemben, így az visszavonulásra kényszerült és súlyos veszteségeket szenvedett. A feltételezések szerint a csatában egy tucat szerb katona vált harcképtelenné. 1992. május 27-én az újonnan megalakult Ključ-Sanski zászlóalj Amir Avdić és helyettese, Arif Hukanović parancsnoksága alatt Gornji Ramići falu bejáratánál elzárta a Sanski Most-Ključ utat. A blokádot a vrhpoljeiek hajtották végre Arif és Ifet Hukanović parancsnoksága alatt. A szerb erők 1992. június 3-án ismét támadásba lendültek a Ključko-Sanski zászlóalj ellen azzal a céllal, hogy ezeken a területeken az ellenállást bármilyen formáját megsemmisítsék, ebben a 6. Sanska, Ključka és Petrovačka dandár teljes egységei vettek részt. Ključko-Sanski alakulat mintegy 150 harcossal a Galaja erdő egy részén, míg a másik, mintegy 50 harcossal a Szanica folyó szurdokában tartotta a frontot. A szerbek vrhpoljei civileket (nőket, gyerekeket, időseket) használtak emberi pajzsként, de a helyi harcosok akkor sem hagyták abba az ellenállást, amikor golyóik már szeretteik feje fölött repültek. A helyi harcosok 40 ellenséges katonát és öt tisztet körbevettek és foglyul ejtettek, majd az ellenséggel folytatott hosszas tárgyalások után, amely körülbelül 24 órán át tartott, megállapodtak abban, hogy az ellenség biztosítja a szabad elvonulást Bihács szabad területére azzal, hogy a vrhpoljeiek szabadon engedik az elfogott katonáikat. A csere a Grabeza-fennsíkon zajlott, miután 144 muszlim harcos vonult el Bihácsra és azonnal csatlakozott Cazinska Krajina védőihez. Az egység egy része távozott, egy része pedig Arif Hukanovic parancsnoksága alatt maradt harcolni. A vrhpoljei civileket többször ezután is emberi pajzsként használták.
Az 1995-ös felszabadulás során a csetnikek, hogy lassítsák a bosznia-hercegovinai hadsereg Sanski Most felé haladását, Tomina és Vrhpolje között felrobbantották a vrhpoljei Szana hidat. Vrhpoljéban több emlékmű is áll a boszniai háború harcosainak tiszteletére. Vrhpoljében minden évben „Galaja 1992” néven tartják meg az ellenállás napjainak megemlékezését.

## Nevezetességei
- Glavica – Mahinja késő ókori és késő középkori erődítmény maradványai. A ma látható falakon belül, melyek valószínűleg középkoriak, valamint a domb déli lejtőin római kori tégla és cseréptöredékek kerültek elő. A római kori leletek korát a 3–6. századig terjedő időszakban határozták meg. A késő középkori török palánkvárról semmilyen adat nem maradt fenn, csak Milan Karanović tesz említést róla „Sanička župa” című művében.[7]

- Otoka – Zukići településrészen, a Szana bal partja mentén a késő bronzkorból és a kora vaskorból származó erődített település maradványai találhatók. A kultúrréteg mélysége 80 cm.[7]

- A falu mecsetét eredetileg 1938-ban építették, mely 1990-ig volt használatban. Ekkor új mecset építésébe kezdtek, de ennek befejezését 1992-ben a csetnikek megakadályozták, majd a még meg nem nyitott mecsetet lerombolták. A háború után a mecsetet újjáépítették és 2000. július 22-én nyitották meg hivatalosan.[5]